# Internationaler Strafgerichtshof
Der Internationale Strafgerichtshof (IStGH; englisch International Criminal Court, ICC; französisch Cour pénale internationale, CPI) ist ein ständiges internationales Strafgericht mit Sitz in Den Haag (Niederlande) außerhalb der Vereinten Nationen. Seine juristische Grundlage ist das multilaterale Römische Statut des Internationalen Strafgerichtshofs vom 17. Juli 1998. Er nahm seine Tätigkeit am 1. Juli 2002 auf.
Seine Zuständigkeit umfasst die vier Kernverbrechen des Völkerstrafrechts, nämlich Völkermord, Verbrechen gegen die Menschlichkeit, Verbrechen der Aggression und Kriegsverbrechen, soweit sie nach seiner Gründung begangen wurden.
Im Dezember 2017 einigten sich die Vertragsstaaten, auch das Verbrechen der Aggression in seine Zuständigkeit aufzunehmen, mit Wirkung ab Juli 2018. Zwar besitzt der IStGH keine universelle, jedoch eine weitreichende Zuständigkeit, die im Römischen Statut konkret festgeschrieben ist. Gegenüber der nationalen Gerichtsbarkeit ist seine Kompetenz zur Rechtsprechung nachrangig; er kann eine Tat nur verfolgen, wenn eine nationale Strafverfolgung nicht möglich oder staatlich nicht gewollt ist, sog. Grundsatz der Komplementarität.
Seit März 2024 steht die japanische Richterin Tomoko Akane dem IStGH als Präsidentin vor; Chefankläger ist seit Juni 2021 der britische Jurist Karim Ahmad Khan.
Der IStGH wird von derzeit 125 Vertragsstaaten unterstützt, darunter alle Staaten der Europäischen Union. Länder wie China, Indien, die Vereinigten Staaten, Russland, die Türkei und Israel haben das Römische Statut entweder gar nicht unterzeichnet, das Abkommen nach der Unterzeichnung nicht ratifiziert oder ihre Unterschrift zurückgezogen.

## Statut

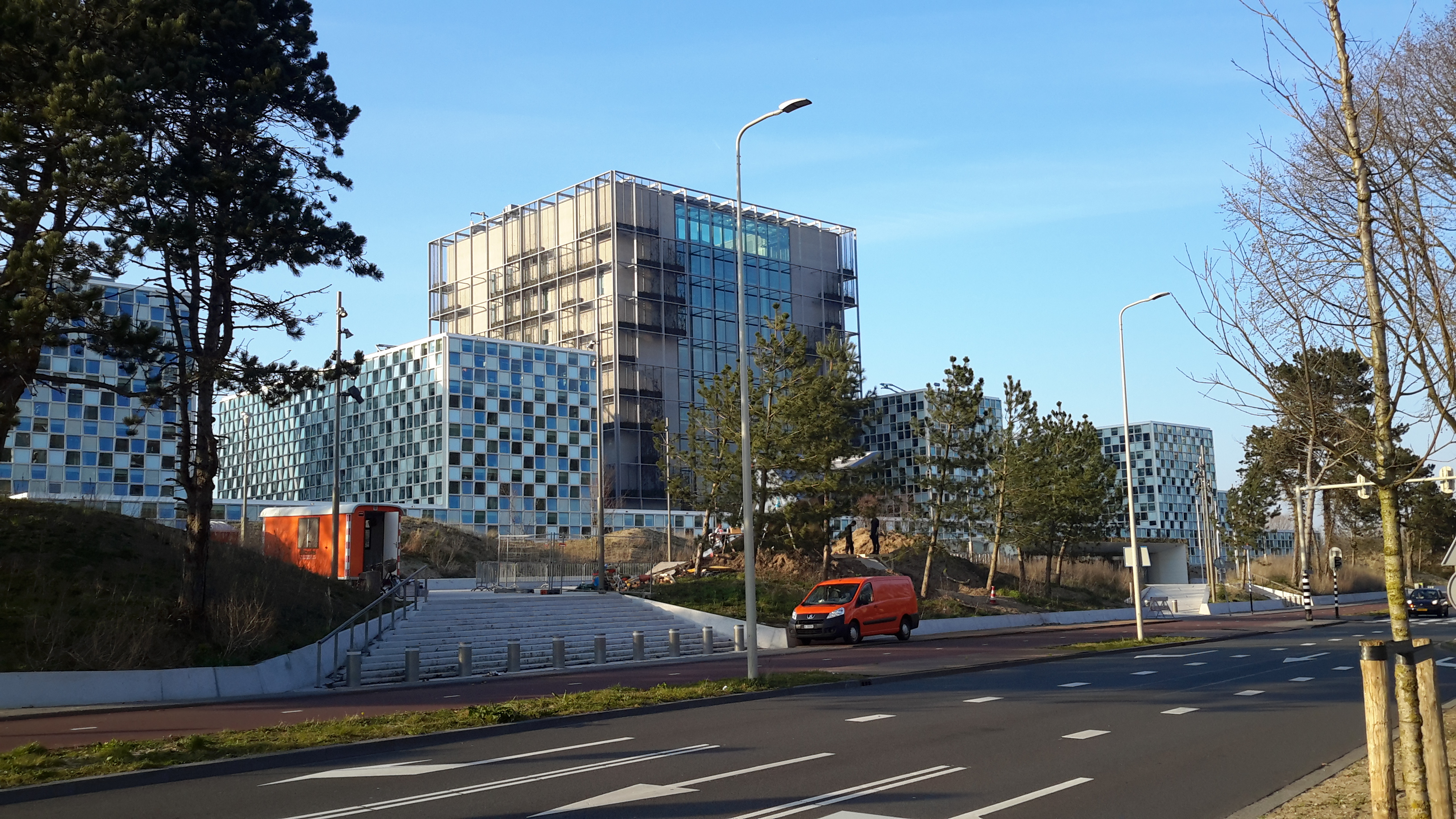
Das Gebäude des Internationalen Strafgerichtshofes in Den Haag 2016

Die Grundlage des IStGH ist das so genannte Rom-Statut. Der Gerichtshof kann nur über Individuen und nicht über Staaten zu Gericht sitzen. Damit wird natürlichen Personen bei ihm eine völkerrechtlich ungewöhnliche, beschränkte Völkerrechtssubjektivität zuteil.
Der IStGH ist eine Internationale Organisation im völkerrechtlichen Sinn, aber kein Teil der Vereinten Nationen. Darin unterscheidet er sich von dem umgangssprachlich als „UN-Kriegsverbrechertribunal“ bezeichneten Internationalen Strafgericht für das ehemalige Jugoslawien (ICTY) und dem Internationalen Strafgericht für Ruanda (ICTR). Deren Zuständigkeit betraf nur bestimmte Konflikte, der IStGH dagegen unterliegt keiner derartigen Beschränkung.
Die Beziehung des IStGH zu den Vereinten Nationen ist in einem Kooperationsabkommen geregelt. Er wird entweder aufgrund der Unterbreitung einer Situation an den Gerichtshof durch einen Vertragsstaat, einer Verweisung durch den Sicherheitsrat der Vereinten Nationen oder aufgrund eigener Initiative des Anklägers (proprio motu) tätig.

### Straftaten
Vom IStGH können nur solche Verbrechen verfolgt werden, die in Art. 5 des Rom-Statuts namentlich benannt sind: Dies sind Völkermord, Verbrechen gegen die Menschlichkeit, Kriegsverbrechen und das Verbrechen der Aggression, welche in den Artikeln 6, 7, 8 und 8bis des Statuts definiert werden, soweit sie nach seiner Gründung begangen wurden.
Das Verbrechen der Aggression fällt jedoch erst seit dem 17. Juli 2018 in die Zuständigkeit des IStGH. Zum Tatbestand der Aggression zählen die Invasion und Besetzung eines anderen Staates sowie Bombardierung und Blockade von Häfen und Küsten, außerdem die Entsendung bewaffneter Banden. Ob auch humanitäre Interventionen dazu zählen, ist unter Völkerrechtlern umstritten, und die Stellung der Vertragsstaaten dazu ist auch nach der Einigung der Vertragsstaaten von 2017 noch unklar.
Zwar besitzt der IStGH keine universelle, jedoch eine weitreichende Zuständigkeit, die im Römischen Statut konkret festgeschrieben ist. Gegenüber der nationalen Gerichtsbarkeit ist seine Kompetenz zur Rechtsprechung nachrangig; er kann eine Tat nur verfolgen, wenn eine nationale Strafverfolgung nicht möglich oder staatlich nicht gewollt ist, sog. Grundsatz der Komplementarität.

### Zuständigkeit
Der IStGH erhielt keine universelle Zuständigkeit. Von IStGH verfolgt werden kann eine Person für Verbrechen, die nach dem 1. Juli 2002 begangen wurden, und nur dann, wenn
- die Person Staatsangehöriger eines Mitgliedsstaates ist (Art. 12f.),
- die Tat auf dem Territorium eines Mitgliedsstaates begangen wurde (Art. 12f.),
- die Situation durch den UN-Sicherheitsrat an den IStGH gem. Kapitel VII verwiesen wurde (Art. 13) oder
- ein Staat, der nicht Mitglied ist, die Zuständigkeit des IStGH formell bejaht und die Tat auf seinem Territorium verübt wurde oder die Person Staatsangehöriger von diesem ist (Art. 12f.).

### Weitere Grundsätze
Das IStGH-Statut enthält Regelungen zum Straf-, Strafprozess-, Strafvollstreckungs-, Gerichtsorganisations-, Rechtshilfe- und Auslieferungsrecht. Kerngrundsätze des IStGH sind:
- die Zuständigkeit und Gerichtsbarkeit für die oben genannten „schwersten Verbrechen, welche die internationale Gemeinschaft als Ganze“ berühren;
- der Vorrang der nationalen Gerichtsbarkeit, soweit diese existiert und fähig und willens ist, die Strafverfolgung tatsächlich zu betreiben (Komplementaritätsgrundsatz des IStGH, nur „Ergänzung“);
- die individualstrafrechtliche Verantwortlichkeit natürlicher Personen, ungeachtet eines von ihnen bekleideten, offiziellen Amtes;
- die prinzipielle Möglichkeit zur Annahme freiwilliger, finanzieller Beiträge von natürlichen und juristischen Personen und
- die Konstituierung als ständige Einrichtung.

Im Statut sind grundlegende Strafrechtsprinzipien verankert, z. B. die Grundsätze des Rückwirkungsverbotes (nullum crimen sine lege) und des Verbotes der Doppelbestrafung (ne bis in idem). Opfer können nicht als Nebenkläger auftreten.
Nur solche Verbrechen können verfolgt werden, die nach dem Inkrafttreten des Statuts am 1. Juli 2002 begangen wurden. Wenn Staaten das Römische Statut später ratifiziert haben, gilt als frühester Zeitpunkt das Inkrafttreten für den jeweiligen Staat.
Die Vertretung der Anklage kann aus eigener Initiative heraus in weitem Umfang, aber nicht unbeschränkt, Vorermittlungen anstellen. Bemerkenswert ist der Versuch einer Synthese zweier Rechtssysteme, nämlich des römisch-germanischen und des angelsächsischen Rechts.

## Geschichte

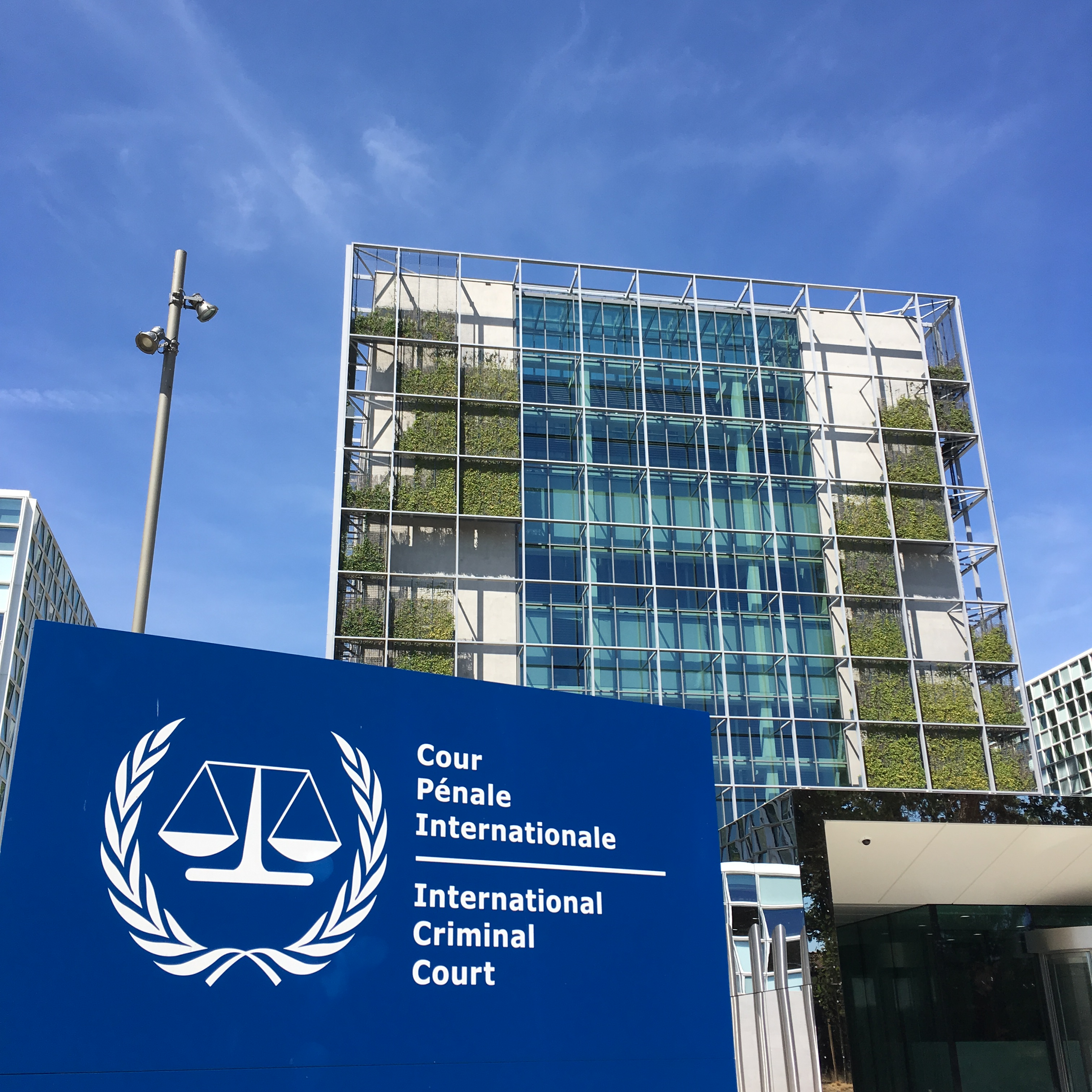
Internationaler Strafgerichtshof 2018

Die Bemühungen zur Errichtung eines internationalen Strafgerichtshofs reichen bis in die Zwischenkriegszeit zurück. Nach dem Ende des Zweiten Weltkrieges scheiterten entsprechende Initiativen innerhalb der Vereinten Nationen sowie durch Menschenrechtsorganisationen insbesondere an den Vorbehalten der beiden Großmächte. Ende der achtziger, Anfang der neunziger Jahre, hatte sich das Weltklima etwas zu Gunsten der Installation eines Internationalen Strafgerichtshofes geändert.
Frühere internationale Strafgerichtshöfe wie der für Jugoslawien oder der für Ruanda wurden vom Sicherheitsrat der UN jeweils für die Rechtsprechung in einem bestimmten Konflikt ins Leben gerufen und werden deswegen auch als „Ad-hoc-Tribunale“ bezeichnet. Der Internationale Strafgerichtshof dagegen ist durch einen völkerrechtlichen Vertrag als auf Dauer angelegte juristische Einrichtung geschaffen worden, ist nicht Teil der Vereinten Nationen, sondern eine eigenständige Internationale Organisation mit Völkerrechtspersönlichkeit.
Die Ratifizierung des Rom-Statuts durch eine große Anzahl von Staaten verleiht dem Gerichtshof eine hohe Legitimität. Dieser Vertrag wurde nach fünfwöchigen Verhandlungen, an denen rund 160 Staaten und Nichtregierungsorganisationen teilnahmen, am 17. Juli 1998 von der UN-Bevollmächtigtenkonferenz in Rom angenommen: 120 Staaten stimmten mit Ja, sieben mit Nein und 21 enthielten sich. Kurz nach Hinterlegung der 60. Ratifikationsurkunde ist das Rom-Statut am 1. Juli 2002 in Kraft getreten. Zuständig ist das Gericht für seither begangene Verbrechen. Einige Monate später, am 11. März 2003, wurden die ersten 18 Richter feierlich vereidigt. Erster Chefankläger wurde Luis Moreno Ocampo.
Im Jahr 2003 begann am Internationalen Strafgerichtshof die Arbeit am Projekt Legal Tools. Seitdem werden laufend Informationen zum internationalen Strafrecht, insbesondere aus Gerichtsverfahren, gesammelt, aufbereitet und online als Datenbank („Legal Tools Database“) veröffentlicht. Damit sollen unter anderem Gerichtsverfahren zu den Straftatbeständen Kriegsverbrechen, Verbrechen gegen die Menschlichkeit und Völkermord unterstützt werden.
Im Juni 2010 tagte in Kampala (Uganda) die erste Überprüfungskonferenz des IStGH (englisch: „Review Conference of the Rome Statute“). Ziel der Konferenz war es, unter anderem, das bisher ausgesparte Verbrechen der Aggression in das Römische Statut zu integrieren. Es gelang eine Einigung sowohl über die Definition als auch über die Bedingungen der Ausübung der Gerichtsbarkeit für das Verbrechen der Aggression in Umsetzung des Mandats von Art. 5 Abs. 2 IStGH-Statut. Die USA schickten zur ersten Überprüfungskonferenz des IStGH eine Beobachterdelegation. Sie wollte vor allem „verhindern, dass die Anklagebehörde auf eigene Faust ermitteln kann, wenn sie ein Aggressionsverbrechen zu erkennen meint – also militärische Gewalt gegen einen Staat, die offensichtlich gegen die UN-Charta verstößt. Hinter dem Streit um den Straftatbestand des Angriffskrieges steckt […] immer auch die Debatte um die ‚Gleichheit vor dem Völkerrecht‘ und um die Frage, ob politisch einflussreiche Nationen sich dem Gerichtshof auf Dauer entziehen können“. Deutschland wurde in Kampala durch Markus Löning, Beauftragter für Menschenrechtspolitik und humanitäre Hilfe, vertreten.
2018 umfasste der Haushalt des Internationalen Strafgerichtshofs rund 147 Millionen Euro. Im Haushalt von 2010 war Deutschland nach Japan mit 12,7 Prozent (13,6 Millionen Euro von rund 103,6 Millionen Euro insgesamt) der zweitgrößte Beitragszahler.
Am 5. Februar 2021 entschied der IStGH, dass er aufgrund der Mitgliedschaft von Palästina auch für die Strafverfolgung von Völkerstrafrechtsverbrechen in den von Israel besetzten Gebieten des Westjordanlands, in Ostjerusalem und im von der Hamas kontrollierten Gazastreifen zuständig ist.
Im Mai 2024 wurde bekannt, dass der israelische Geheimdienst Mossad eine neun Jahre dauernde Operation gegen den Internationalen Strafgerichtshof und gegen dessen Chefankläger – zuerst Fatou Bensouda und dann Karim Khan – führte. Mitarbeiter des Gerichtes, insbesondere die Ankläger, aber auch ihre Familien wurden abgehört und observiert; die Ankläger und ihre Familien wurden eingeschüchtert und persönlich bedroht.
Im Jahr 2025 trat die Ukraine dem Internationalen Strafgerichtshof bei – allerdings erkennt sie die Zuständigkeit des IStGH für die ersten sieben Jahre nur für von Ausländern begangene Verbrechen an, da sie befürchtet, dass das Vorgehen der ukrainischen Armee im Russisch-Ukrainischen Krieg in einigen Fällen als Kriegsverbrechen angeklagt werden könnte. Somit können nur von russischer Seite begangene Verbrechen vor dem IStGH verfolgt werden.
Zu den historischen Vorläufern des IStGH siehe: Geschichte des Völkerstrafrechts

## Struktur

### Vertragsparteien des Rom-Statuts
Seit Januar 2025 gehören 125 Staaten dem Rom-Statut zum Internationalen Strafgerichtshof an:

- in Afrika 33 Staaten, nämlich Benin, Botswana, Burkina Faso, Dschibuti, die Elfenbeinküste, Gabun, Gambia, Ghana, Guinea, Kap Verde, Kenia, die Komoren, die Demokratische Republik Kongo, die Republik Kongo, Lesotho, Liberia, Madagaskar, Malawi, Mali, Mauritius, Namibia, Niger, Nigeria, Sambia, Senegal, die Seychellen, Sierra Leone, Südafrika, Tansania, Tschad, Tunesien, Uganda und die Zentralafrikanische Republik,
- in Amerika 29 Staaten, und zwar Antigua und Barbuda, Argentinien, Barbados, Belize, Bolivien, Brasilien, Chile, Costa Rica, Dominica, die Dominikanische Republik, Ecuador, El Salvador, Grenada, Guatemala, Guyana, Honduras, Kanada, Kolumbien, Mexiko, Panama, Paraguay, Peru, St. Kitts und Nevis, St. Lucia, St. Vincent und die Grenadinen, Suriname, Trinidad und Tobago, Uruguay und Venezuela,
- in Asien und Ozeanien 23 Staaten, nämlich Afghanistan, Armenien,[20] Bangladesch, Georgien, Japan, Jordanien, Kambodscha, Kiribati, die Malediven, die Mongolei, Osttimor, Palästina,[21][22] Südkorea, Tadschikistan und Zypern sowie Australien, die Cookinseln, Fidschi, die Marshallinseln, Nauru, Neuseeland, Samoa und Vanuatu.
- in Europa 40 Staaten, und zwar Albanien, Andorra, Belgien, Bosnien und Herzegowina, Bulgarien, Dänemark, Deutschland, Estland, Finnland, Frankreich, Griechenland, Irland, Island, Italien, Kroatien, Lettland, Liechtenstein, Litauen, Luxemburg, Malta, die Republik Moldau, Montenegro, Niederlande, Nordmazedonien, Norwegen, Österreich, Polen, Portugal, Rumänien, San Marino, Schweden, die Schweiz, Serbien, die Slowakei, Slowenien, Spanien, Tschechien, die Ukraine (Beitritt 2025 – die ersten sieben Jahre wird die Zuständigkeit allerdings nicht für die eigenen Staatsbürger anerkannt[18][23]; für Taten von Ausländern Zuständigkeit aber bereits 2013 teilweise anerkannt[24][25]), Ungarn (Austritt wird am 2. Juni 2026 wirksam) und das Vereinigte Königreich.

25 andere Staaten haben den Vertrag zwar unterzeichnet, ihn aber bisher nicht ratifiziert:
- Ägypten, Algerien, Angola, die Bahamas, Bahrain, Eritrea, Guinea-Bissau, Haiti, Iran, Jamaika, Jemen, Kamerun, Kuwait, Kirgisistan, Marokko, Monaco, Mosambik, Oman, die Salomonen, São Tomé und Príncipe, Simbabwe, Syrien, Thailand, Usbekistan und die Vereinigten Arabischen Emirate.

Vier Staaten haben die Unterschrift unter dem Vertrag zurückgezogen. Sie haben dem Generalsekretär der Vereinten Nationen als dem Verwahrer des Statuts mitgeteilt, dass sie nicht beabsichtigen, das Statut zu ratifizieren:
- Israel, Russland, Sudan, Vereinigte Staaten

Mehrere Staaten haben zumindest zeitweilig die Absicht bekundet, wieder aus dem Vertrag auszuscheiden (siehe dazu weiter unten: Austritte aus dem IStGH):
2016 kündigten die drei afrikanischen Staaten Südafrika, Burundi und Gambia an, ihre IStGH-Mitgliedschaft zu beenden, traten später jedoch teilweise von dieser Ankündigung zurück. Südafrika und Gambia sind weiterhin Mitglied, Burundi schied am 27. Oktober 2017 aus. Die Philippinen entschieden sich im März 2018 ihre Mitgliedschaft aus dem Internationalen Strafgerichtshof zurückzuziehen und traten am 17. März 2019 offiziell aus.  Der 2025 beschlossenen Austritt von Ungarn wird am 2. Juni 2026 wirksam.
Die Ukraine hat das Rom-Statut unterzeichnet, jedoch erst 2024 ratifiziert; sie hat ihr Gebiet seiner Gerichtsbarkeit 2015 rückwirkend für alle Fälle von Kriegsverbrechen und Verbrechen gegen die Menschlichkeit seit 2013 unterworfen. Damit sollen auch russische Kriegsverbrechen in ihrem Land verfolgt werden können. Am 1. Januar 2025 trat das Römische Statut des Internationalen Strafgerichtshofs für die Ukraine in Kraft; allerdings unter dem Vorbehalt, dass der Internationale Strafgerichtshof mögliche Kriegsverbrechen, die das ukrainische Militär in den kommenden sieben Jahren begehen könnte, nicht untersuchen darf.
Von den 193 Mitgliedstaaten der Vereinten Nationen sind damit 123 dem Statut beigetreten (die Cookinseln und Palästina sind keine UN-Mitgliedstaaten). 25 haben es unterzeichnet, aber nicht ratifiziert, 4 die Unterschrift zurückgezogen und 41 haben das Statut nicht unterzeichnet. Es hat somit Zuständigkeit für über 60 % aller Staaten der Erde mit etwa 30 % der Weltbevölkerung.

### Gerichtsorganisation
Der Gerichtshof setzt sich zusammen aus:
- Präsidium (1 Präsident und 2 Vizepräsidenten)
- Vorverfahrensabteilung (7 Richter; jeweils in Dreierbesetzung als Kammer tätig)
- Hauptverfahrensabteilung (6 Richter; jeweils in Dreierbesetzung als Kammer tätig)
- Rechtsmittelabteilung (5 Richter)
- Anklagebehörde (1 Ankläger und 2 stellvertretende Ankläger)
  - Chefankläger des IStGH ist seit dem 16. Juni 2021 Karim Ahmad Khan, ein britischer Jurist. Er ist Nachfolger von Fatou Bensouda, die von Juni 2012 an Chefanklägerin des IStGH war.
- Kanzlei (untersteht dem Präsidenten)
  - Registrar (oberster Verwaltungschef) ist seit April 2023 Osvaldo Zavala Giler. Vorgänger waren Bruno Cathala (2003–2008), Silvana Arbia (2008–2013), Herman von Hebel (2013–2018) und Peter Lewis (2018–2023).

Das Gehalt eines Richters wie auch des Anklägers (Art. 49 IStGH-Statut) entspricht dem eines Untergeneralsekretärs der Vereinten Nationen (ca. 180 000 € im Jahr); der Präsident erhält außerdem eine Zulage von 18 000 €.

### Derzeitige Richter
Seit März 2024 steht die japanische Richterin Tomoko Akane dem IStGH als Präsidentin vor, wo sie bereits seit 2018 arbeitet. Erster Vizepräsident ist Rosario Salvatore Aitala aus Italien, Zweite Vizepräsidentin die beninische Richterin Reine Alapini-Gansou.
Bei der letzten Richterwahl zum Internationalen Strafgerichtshof wurden im Dezember 2023 sechs neue Richter gewählt, die am 8. März 2024 vereidigt wurden.
| Herkunftsstaat         | Name                           | Amtszeit  | Präsident | Vizepräsident |
| ---------------------- | ------------------------------ | --------- | --------- | ------------- |
| Peru                   | Luz del Carmen Ibáñez Carranza | 2018–2027 |           | 2021–2024     |
| Uganda                 | Solomy Balungi Bossa           | 2018–2027 |           |               |
| Japan                  | Tomoko Akane                   | 2018–2027 | 2024–     |               |
| Benin                  | Reine Alapini-Gansou           | 2018–2027 |           | 2024–         |
| Kanada                 | Kimberly Prost                 | 2018–2027 |           |               |
| Italien                | Rosario Salvatore Aitala       | 2018–2027 |           | 2024–         |
| Vereinigtes Königreich | Joanna Korner                  | 2021–2030 |           |               |
| Georgien               | Gotscha Lortkipanidse          | 2021–2030 |           |               |
| Sierra Leone           | Miatta Maria Samba             | 2021–2030 |           |               |
| Mexiko                 | Socorro Flores Liera           | 2021–2030 |           |               |
| Costa Rica             | Sergio Gerardo Ugalde Godínez  | 2021–2030 |           |               |
| Trinidad und Tobago    | Althea Violet Alexis-Windsor   | 2021–2030 |           |               |
| Südkorea               | Paek Keebong                   | 2024–2033 |           |               |
| Mongolei               | Erdenebalsuren Damdin          | 2024–2033 |           |               |
| Rumänien               | Iulia Motoc                    | 2024–2033 |           |               |
| Tunesien               | Haykel Ben Mahfoudh            | 2024–2033 |           |               |
| Frankreich             | Nicolas Guillou                | 2024–2033 |           |               |
| Slowenien              | Beti Hohler                    | 2024–2033 |           |               |

### Sitz
Der Sitz des Internationalen Strafgerichtshofs befand sich zunächst an der Ecke Maanweg/Regulusweg im Den Haager Stadtteil Laak in einem als De Arc bezeichneten Bürogebäude. Die entsprechenden Mietzahlungen wurden bis 2012 von den Niederlanden und anschließend von der Gemeinschaft der Vertragsstaaten geleistet. Da dieses Gebäude die Anforderungen, die durch die Aktivitäten des Gerichts entstehen, insbesondere hinsichtlich der Lage, der Sicherheit und der räumlichen Ausstattung nur unzureichend erfüllte, wurde ab Mitte 2012 auf dem Gelände der Alexanderkaserne im Stadtteil Scheveningen die Errichtung eines Neubaus als dauerhafter Sitz des Gerichts geplant. Die Finanzierung erfolgte durch einen zinsgünstigen Kredit mit langer Laufzeit durch die Niederlande an die Gemeinschaft der Vertragsstaaten. Die Niederlande stellen darüber hinaus das Grundstück für den Neubau kostenfrei zur Verfügung. Im April 2016 wurde das neue Gerichtsgebäude durch den niederländischen König Willem-Alexander auf einer Zeremonie in Anwesenheit hochrangiger Gäste eröffnet.

## Situationen und Fälle

### Allgemeines
Ein Strafverfahren nach dem IStGH-Statut unterscheidet sich in Ablauf und Terminologie von einem Strafverfahren nach nationalem Recht. Es gliedert sich folgendermaßen (Artikel nach IStGH-Statut):
1. Vorprüfung (preliminary examination, Art. 15) eines Konfliktfalls („Situation“) durch die Anklagebehörde
  - Prüfungsphasen: 1. Kommunikation; 2. Gerichtsbarkeit; 3. Zulässigkeit; 4. Interesse der Gerechtigkeit
2. Ermittlungen (investigations, Art. 53 ff.) unter Beteiligung einer Vorverfahrenskammer
  - Begründung der Gerichtsbarkeit durch Unterbreitung (referral) von einem Vertragsstaat oder vom Sicherheitsrat oder aufgrund eigener Initiative (proprio motu) des Anklägers (Art. 13)
  - Strafverfolgung (prosecution) einzelner Personen („Fälle“); Haftbefehl oder Ladung (Art. 58)
  - Fixierung der Anklagepunkte (charges, Art. 61) aus den Bereichen Völkermord (Art. 6), Verbrechen gegen die Menschlichkeit (Art. 7), Kriegsverbrechen (Art. 8), Aggression (Art. 8bis), Rechtspflege (Art. 70)
3. Hauptverfahren (trial, Art. 62 ff.) gegen Angeklagte vor einer Hauptverfahrenskammer
  - Urteil (decision, Art. 74): Freispruch (acquittal) oder Verurteilung/Schuldspruch (conviction) und Strafspruch (sentencing, Art. 76)
4. a. Berufung (appeal, Art. 81) vor der Berufungskammer; b. Wiederaufnahme (revision, Art. 84)
5. a. Wiedergutmachung (reparation, Art. 75) an Opfer; b. Entschädigung (compensation, Art. 85) an Festgenommene/Verurteilte

Ein Aktenzeichen für eine Situation bzw. einen Fall wird vergeben, wenn die Vorverfahrenskammer erstmals damit befasst ist, d. h.:
- bei einer Situation: wenn die Situation von einem Vertragsstaat oder vom Sicherheitsrat unterbreitet wurde oder wenn der Ankläger die Genehmigung von Ermittlungen beantragt hat (Art. 13);
- bei einem Fall: wenn der Ankläger für die betreffende(n) Person(en) Haftbefehl oder Ladung beantragt hat (Art. 58), ferner wenn Strafverfahren getrennt oder verbunden wurden. Das Aktenzeichen eines Falls beginnt mit dem Aktenzeichen für die Situation.

### Situationen

Untersuchungen der Anklagebehörde (bis Dez 2024)

Bis März 2022 war die Anklagebehörde mit insgesamt 27 Konfliktsituationen befasst. Geographisch betrafen 13 Situationen Afrika, acht Asien, fünf Südamerika und eine Europa.
In sieben Situationen wurde die Vorprüfung ohne Einleitung von Ermittlungen geschlossen. In drei Situationen dauert die Vorprüfung an. In 18 Situationen wurden Ermittlungen aufgenommen.
Von diesen 17 Situationen wurden acht durch Vertragsstaaten dem Ankläger unterbreitet (sechs durch die betroffenen Regierungen, zwei durch Drittstaaten), zwei Situationen wurden vom Sicherheitsrat der UN überwiesen, und für sieben Situationen hat der Ankläger die Genehmigung für Ermittlungen von einer Vorverfahrenskammer erhalten.
| Konfliktsituation (Beginn)     | Gerichtsbarkeit begründet durch | Monat   | Aktenz.   | Ergebnis                                                                    | Ref.   |
| ------------------------------ | ------------------------------- | ------- | --------- | --------------------------------------------------------------------------- | ------ |
| Kolumbien (2002)               | –                               | –       | –         | Vp. geschl. 2021-10                                                         | [ 37 ] |
| Irak/ UK (2003)                | –                               | –       | –         | Vp. geschl. 2020-12                                                         | [ 38 ] |
| Honduras (2009)                | –                               | –       | –         | Vp. geschl. 2015-10                                                         | [ 39 ] |
| Südkorea (2010)                | –                               | –       | –         | Vp. geschl. 2014-06                                                         | [ 40 ] |
| Staat Palästina (2010)         | Komoren                         | 2013-05 | ICC-01/13 | Vp. geschl. 2017-11                                                         | [ 41 ] |
| Gabun (2016)                   | Gabun                           | 2016-09 | ICC-01/16 | Vp. geschl. 2018-09                                                         | [ 42 ] |
| Bolivien (2020)                | Bolivien                        | 2020-09 | ICC-02/20 | Vp. geschl. 2022-02                                                         | [ 43 ] |
| Nigeria (2009)                 | –                               | –       | –         | Vp. laufend (fertig)                                                        | [ 44 ] |
| Guinea (2009)                  | –                               | –       | –         | Vp. laufend                                                                 | [ 45 ] |
| Venezuela II (2014)            | Venezuela                       | 2020-02 | ICC-01/20 | Vp. laufend                                                                 | [ 46 ] |
| D.R. Kongo (2002)              | D.R. Kongo                      | 2004-04 | ICC-01/04 | Erm. seit 2004-06                                                           | [ 47 ] |
| Uganda (2002)                  | Uganda                          | 2004-01 | ICC-02/04 | Erm. seit 2004-07                                                           | [ 48 ] |
| Zentralafrikan. Rep. I (2002)  | Zentralafrikan. Rep.            | 2004-12 | ICC-01/05 | Erm. seit 2007-05                                                           | [ 49 ] |
| Sudan, Darfur (2002)           | UN-Sicherheitsrat (S/RES/1593)  | 2005-03 | ICC-02/05 | Erm. seit 2005-06                                                           | [ 50 ] |
| Kenia (2007)                   | Ankläger                        | 2009-11 | ICC-01/09 | Erm. seit 2010-03                                                           | [ 51 ] |
| Libyen (2011)                  | UN-Sicherheitsrat (S/RES/1970)  | 2011-02 | ICC-01/11 | Erm. seit 2011-03                                                           | [ 52 ] |
| Elfenbeinküste (2002, 2010)    | Ankläger                        | 2011-06 | ICC-02/11 | Erm. seit 2011-10                                                           | [ 53 ] |
| Mali (2012)                    | Mali                            | 2012-07 | ICC-01/12 | Erm. seit 2013-01                                                           | [ 54 ] |
| Zentralafrikan. Rep. II (2012) | Zentralafrikan. Rep.            | 2014-05 | ICC-01/14 | Erm. seit 2014-09                                                           | [ 55 ] |
| Georgien (2008)                | Ankläger                        | 2015-10 | ICC-01/15 | Erm. seit 2016-01                                                           | [ 56 ] |
| Burundi (2015)                 | Ankläger                        | 2017-09 | ICC-01/17 | Erm. seit 2017-10                                                           | [ 57 ] |
| Afghanistan (2003)             | Ankläger                        | 2017-11 | ICC-02/17 | Erm. seit 2020-03                                                           | [ 58 ] |
| Staat Palästina (2014)         | Staat Palästina                 | 2018-01 | ICC-01/18 | Erm. seit 2021-03                                                           | [ 59 ] |
| Venezuela I (2014)             | Argentinien u. a.               | 2018-09 | ICC-02/18 | Erm. seit 2021-11                                                           | [ 60 ] |
| Bangladesch / Myanmar (2016)   | Ankläger                        | 2019-07 | ICC-01/19 | Erm. seit 2019-11                                                           | [ 61 ] |
| Philippinen (2011)             | Ankläger                        | 2021-05 | ICC-01/21 | Erm. seit 2021-09                                                           | [ 62 ] |
| Ukraine (2013)                 | Litauen u. a.                   | 2022-03 | ICC-01/22 | Erm. seit 2022-03                                                           | [ 63 ] |
| D.R. Kongo II (2022)           | Ankläger                        | 2023-06 | ICC-01/23 | Vp. geschl. 2024-10 Wiederaufnahme mit neuer Schwerpunktsetzung angekündigt | [ 64 ] |
| Belarus (2020)                 | Litauen                         | 2024-09 | ICC-01/24 | Vp. laufend                                                                 | [ 65 ] |

### Fälle und Beschuldigte
Bis Juni 2024 entstanden aus den 17 Konfliktsituationen, in denen die Anklagebehörde Ermittlungen aufgenommen hat, 32 Strafverfahren („Fälle“) sowie Anklagen und Haftbefehle gegen 65 Personen (defendants) (darunter zwei Frauen).
| Konfliktsituation       | Aktenzeichen    | Beschuldigte                               | Haftbefehl | Ergebnisse (kursiv = vorläufig)                      | Ref.    |
| ----------------------- | --------------- | ------------------------------------------ | ---------- | ---------------------------------------------------- | ------- |
| D.R. Kongo              | ICC-01/04-01/06 | Thomas Lubanga                             |            | Freiheitsstrafe (14 Jahre)                           | [ 67 ]  |
| D.R. Kongo              | ICC-01/04-02/06 | Bosco Ntaganda                             |            | Freiheitsstrafe (30 Jahre)                           | [ 68 ]  |
| D.R. Kongo              | ICC-01/04-01/07 | Germain Katanga                            |            | Freiheitsstrafe (12 Jahre)                           | [ 69 ]  |
| D.R. Kongo              | ICC-01/04-01/10 | Callixte Mbarushimana                      |            | Anklage nicht bestätigt                              | [ 70 ]  |
| D.R. Kongo              | ICC-01/04-01/12 | Sylvestre Mudacumura                       |            | verstorben                                           | [ 72 ]  |
| D.R. Kongo              | ICC-01/04-02/12 | Mathieu Ngudjolo Chui                      |            | freigesprochen                                       | [ 73 ]  |
| Uganda                  | ICC-02/04-01/05 | Joseph Kony                                |            | flüchtig                                             | [ 74 ]  |
| Uganda                  | ICC-02/04-01/05 | Vincent Otti                               |            | verstorben                                           | [ 74 ]  |
| Uganda                  | ICC-02/04-01/05 | Raska Lukwiya                              |            | verstorben                                           | [ 74 ]  |
| Uganda                  | ICC-02/04-01/05 | Okot Odhiambo                              |            | verstorben                                           | [ 74 ]  |
| Uganda                  | ICC-02/04-01/15 | Dominic Ongwen (ex -01/05)                 |            | Hauptverfahren                                       | [ 75 ]  |
| Zentralafrikan. Rep. I  | ICC-01/05-01/08 | Jean-Pierre Bemba                          |            | freigesprochen                                       | [ 76 ]  |
| Zentralafrikan. Rep. I  | ICC-01/05-01/13 | Jean-Pierre Bemba                          |            | Freiheitsstrafe (1 Jahr), Geldstrafe (300 000 EUR)   | [ 77 ]  |
| Zentralafrikan. Rep. I  | ICC-01/05-01/13 | Aimé Kilolo Musamba                        |            | Freiheitsstrafe (11 Monate), Geldstrafe (30 000 EUR) | [ 77 ]  |
| Zentralafrikan. Rep. I  | ICC-01/05-01/13 | Jean-Jacques Mangenda Kabongo              |            | Freiheitsstrafe (11 Monate)                          | [ 77 ]  |
| Zentralafrikan. Rep. I  | ICC-01/05-01/13 | Fidèle Babala Wandu                        |            | Freiheitsstrafe (6 Monate)                           | [ 77 ]  |
| Zentralafrikan. Rep. I  | ICC-01/05-01/13 | Narcisse Arido                             |            | Freiheitsstrafe (11 Monate)                          | [ 77 ]  |
| Sudan, Darfur           | ICC-02/05-01/07 | Ahmad Harun                                |            | flüchtig                                             | [ 78 ]  |
| Sudan, Darfur           | ICC-02/05-01/20 | Ali Muhammad Ali Abd-al-Rahman (ex -01/07) |            | Hauptverfahren                                       | [ 79 ]  |
| Sudan, Darfur           | ICC-02/05-01/09 | Umar al-Baschir                            |            | flüchtig                                             | [ 80 ]  |
| Sudan, Darfur           | ICC-02/05-02/09 | Bahr Idiriss Abu Garda                     |            | Anklage nicht bestätigt                              | [ 81 ]  |
| Sudan, Darfur           | ICC-02/05-03/09 | Abdallah Banda                             |            | flüchtig                                             | [ 82 ]  |
| Sudan, Darfur           | ICC-02/05-03/09 | Saleh Jerbo                                |            | verstorben                                           | [ 82 ]  |
| Sudan, Darfur           | ICC-02/05-01/12 | Abdel Rahim Mohammed Hussein               |            | flüchtig                                             | [ 83 ]  |
| Kenia                   | ICC-01/09-01/11 | William Ruto                               |            | Hauptverfahren eingestellt                           | [ 84 ]  |
| Kenia                   | ICC-01/09-01/11 | Joshua Sang                                |            | Hauptverfahren eingestellt                           | [ 84 ]  |
| Kenia                   | ICC-01/09-01/11 | Henry Kosgey                               |            | Anklage nicht bestätigt                              | [ 84 ]  |
| Kenia                   | ICC-01/09-02/11 | Uhuru Kenyatta                             |            | Anklage zurückgenommen                               | [ 85 ]  |
| Kenia                   | ICC-01/09-02/11 | Francis Muthaura                           |            | Anklage zurückgenommen                               | [ 85 ]  |
| Kenia                   | ICC-01/09-02/11 | Mohamed Hussein Ali                        |            | Anklage zurückgenommen                               | [ 85 ]  |
| Kenia                   | ICC-01/09-01/13 | Walter Osapiri Barasa                      |            | flüchtig                                             | [ 86 ]  |
| Kenia                   | ICC-01/09-01/15 | Philip Kipkoech Bett                       |            | flüchtig                                             | [ 87 ]  |
| Kenia                   | ICC-01/09-01/20 | Paul Gicheru (ex -01/15)                   |            | Hauptverfahren                                       | [ 88 ]  |
| Libyen                  | ICC-01/11-01/11 | Saif al-Gaddafi                            |            | flüchtig                                             | [ 89 ]  |
| Libyen                  | ICC-01/11-01/11 | Muammar al-Gaddafi                         |            | verstorben                                           | [ 89 ]  |
| Libyen                  | ICC-01/11-01/11 | Abdullah as-Sanusi                         |            | Verfahren in Libyen                                  | [ 89 ]  |
| Libyen                  | ICC-01/11-01/13 | Al-Tuhamy Mohamed Chalid                   |            | flüchtig                                             | [ 90 ]  |
| Libyen                  | ICC-01/11-01/17 | al-Warfalli                                |            | flüchtig                                             | [ 91 ]  |
| Elfenbeinküste          | ICC-02/11-01/15 | Laurant Gbagbo (ex -01/11)                 |            | freigesprochen                                       | [ 92 ]  |
| Elfenbeinküste          | ICC-02/11-01/15 | Charles Blé Goudé (ex -02/11)              |            | freigesprochen                                       | [ 92 ]  |
| Elfenbeinküste          | ICC-02/11-01/12 | Simone Gbagbo                              |            | Verfahren eingestellt                                | [ 93 ]  |
| Mali                    | ICC-01/12-01/15 | Ahmad al-Faqi al-Mahdi                     |            | Freiheitsstrafe (9 Jahre)                            | [ 94 ]  |
| Mali                    | ICC-01/12-01/18 | Al Hassan Ag al-Hassan                     |            | Hauptverfahren                                       | [ 95 ]  |
| Zentralafrikan. Rep. II | ICC-01/14-01/18 | Alfred Yekatom                             |            | Hauptverfahren                                       | [ 96 ]  |
| Zentralafrikan. Rep. II | ICC-01/14-01/18 | Patrice-Edouard Ngaïssona                  |            | Hauptverfahren                                       | [ 96 ]  |
| Zentralafrikan. Rep. II | ICC-01/14-01/21 | Mahamat Said Abdel Kani                    |            | Hauptverfahren                                       | [ 97 ]  |
| Georgien                | ICC-01/15       | Michail Mairamowitsch Mindsajew            | 06/2022    | flüchtig                                             | [ 98 ]  |
| Georgien                | ICC-01/15       | Gamlet Gutschmasow                         | 06/2022    | flüchtig                                             | [ 98 ]  |
| Georgien                | ICC-01/15       | Dawid Georgijewitsch Sanakojew             | 06/2022    | flüchtig                                             | [ 98 ]  |
| Ukraine                 | ICC-01/22       | Wladimir Putin                             | 03/2023    | flüchtig                                             | [ 99 ]  |
| Ukraine                 | ICC-01/22       | Marija Lwowa-Belowa                        | 03/2023    | flüchtig                                             | [ 100 ] |
| Ukraine                 | ICC-01/22       | Sergei Kobylasch                           | 03/2024    | flüchtig                                             | [ 101 ] |
| Ukraine                 | ICC-01/22       | Wiktor Sokolow                             | 03/2024    | flüchtig                                             | [ 102 ] |
| Ukraine                 | ICC-01/22       | Sergei Schoigu                             | 06/2024    | flüchtig                                             | [ 103 ] |
| Ukraine                 | ICC-01/22       | Waleri Gerassimow                          | 06/2024    | flüchtig                                             | [ 104 ] |
| Palästina               | ICC-01/18       | Yahya Sinwar                               | 05/2024    | verstorben                                           | [ 105 ] |
| Palästina               | ICC-01/18       | Ismail Haniyya                             | 05/2024    | verstorben                                           | [ 105 ] |
| Palästina               | ICC-01/18       | Mohammed Deif                              | 05/2024    | verstorben                                           | [ 107 ] |
| Palästina               | ICC-01/18       | Benjamin Netanjahu                         | 11/2024    | flüchtig                                             | [ 108 ] |
| Palästina               | ICC-01/18       | Joaw Galant                                | 11/2024    | flüchtig                                             | [ 108 ] |
| Philippinen             | ICC-01/21       | Rodrigo Duterte                            | 03/2025    | Untersuchungshaft                                    | [ 109 ] |
| Afghanistan             | ICC-02/17       | Hibatullah Achundsada                      | 07/2025    | flüchtig                                             | [ 110 ] |
| Afghanistan             | ICC-02/17       | Abdul Hakim Haqqani                        | 07/2025    | flüchtig                                             | [ 110 ] |

### Strafverfahren des IStGH (Auswahl)
Die erste Verhandlung fand im Januar 2009 im Verfahren der Anklage gegen Thomas Lubanga statt. Ihm wurde zur Last gelegt, als Gründer und Führer der bewaffneten Miliz Union des Patriotes Congolais in der Demokratischen Republik Kongo Kinder zwangsrekrutiert und in kriegerischen Auseinandersetzungen eingesetzt zu haben. Ende 2009 wurde auch in der Sache Germain Katanga und Mathieu Ngudjolo Chui verhandelt. Am 14. März 2012 erließ der IStGH sein erstes Urteil und verurteilte den ehemaligen Milizenführer Thomas Lubanga wegen Rekrutierung von Kindersoldaten im Zuge des zweiten Kongokrieges. Das Strafmaß wurde am 10. Juli 2012 verkündet: 14 Jahre Freiheitsstrafe.
Am 14. Juli 2008 hat Luis Moreno Ocampo, der Chefankläger des Internationalen Strafgerichtshofs, erstmals gegen ein amtierendes Staatsoberhaupt, den sudanesischen Staatschef Umar Hasan Ahmad al-Baschir, Haftbefehl wegen Völkermordes, Verbrechen gegen die Menschlichkeit und Kriegsverbrechen beantragt. Das Gericht gab diesem Antrag am 4. März 2009 nur teilweise statt und stellte einen Haftbefehl wegen Verbrechen gegen die Menschlichkeit und Kriegsverbrechen aus.
Der frühere kongolesische Milizenführer Mathieu Ngudjolo Chui wurde mangels Beweisen von den Vorwürfen „Kriegsverbrechen“ und „Verbrechen gegen die Menschlichkeit“ (u. a. wegen Rekrutierung von Kindersoldaten, sexueller Versklavung und Angriffen gegen die Zivilbevölkerung) freigesprochen.
2013 wurde Laurent Gbagbo, der ehemalige Präsident der Elfenbeinküste, wegen „indirekter Mittäterschaft an Verbrechen gegen die Menschlichkeit“ vor Gericht gestellt. Im Januar 2019 wurde Gbagbo freigesprochen.
Im März 2014 wurde Germain Katanga wegen Beihilfe zu Kriegsverbrechen und Verbrechen gegen die Menschlichkeit bei einem Massaker in einem Dorf in der Provinz Ituri (Demokratische Republik Kongo) schuldig gesprochen. Am 23. Mai 2014 wurde er dafür zu 12 Jahren Gefängnis verurteilt.
Drei Jahre nach der Erhebung der Anklage und nachdem der Beginn des Prozesses mehrfach vertagt werden musste, erschien Uhuru Kenyatta am 8. Oktober 2014 als erster amtierender Staatspräsident vor dem Strafgerichtshof. Am 5. Dezember 2014 gab die Chefanklägerin Fatou Bensouda bekannt, dass sie die Anklage gegen Kenyatta wegen Mangels an Beweisen zurückziehe. Der kenianischen Regierung warf sie mangelnde Kooperation vor und kam zum Schluss, es handle sich um einen schwarzen Tag für die internationale Strafjustiz.
Im September 2016 wurde Ahmad al-Faqi al-Mahdi wegen der Zerstörung von Kulturgütern in Timbuktu zu neun Jahren Haft verurteilt. Da al-Mahdi geständig war und mit dem Gericht kooperierte, konnte der Prozess innerhalb eines Jahres abgewickelt werden.
Erstmals beantragten 2018 sechs Mitgliedsstaaten, Ermittlungen gegen ein anderes Mitgliedsland einzuleiten; der Regierung Venezuelas wurde von fünf südamerikanischen Staaten sowie Kanada Menschenrechtsverletzungen vorgeworfen.
Im November 2019 nahm der IStGH infolge der Vertreibung der muslimischen Rohingya offizielle Untersuchungen in Myanmar auf wegen Verbrechen gegen die Menschlichkeit. Am 27. November 2024 beantragte der Chefankläger des IStGH im Völkermord-Fall Rohingya Haftbefehl gegen den myanmarischen Putschisten Min Aung Hlaing wegen Verbrechen gegen die Menschlichkeit im Zusammenhang mit der Deportation und Verfolgung der Rohingya im Jahr 2017.
Am 17. März 2023 erließ der IStGH Haftbefehl gegen Russlands Präsidenten Wladimir Putin sowie die russische Kinderrechtskommissarin Marija Lwowa-Belowa wegen Kriegsverbrechen im Rahmen des Angriffskriegs gegen die Ukraine. Konkret wird den beiden vorgeworfen, völkerrechtswidrige Deportationen von ukrainischen Kindern nach Russland verantwortet zu haben.
Am 5. März 2024 und am 25. Juni 2024 folgten jeweils zwei weitere Haftbefehle gegen Offizielle der Russischen Föderation (Sergei Kobylasch, Wiktor Sokolow, Sergei Schoigu und Waleri Gerassimow), u. a. wegen Kriegsverbrechen und Verbrechen gegen die Menschlichkeit.
Am 21. November 2024 erließ der IStGH Haftbefehle gegen Israels Ministerpräsident Benjamin Netanjahu und Israels Verteidigungsminister Joaw Galant sowie gegen den Hamas-Führer Mohammed Deif wegen Kriegsverbrechen und Verbrechen gegen die Menschlichkeit im Rahmen des Kriegs in Israel und Gaza seit 2023. Die Haftbefehle waren am 20. Mai 2024 durch Chefankläger Karim Khan beantragt worden. Auch für die Hamas-Führer Yahya Sinwar und Ismail Haniyya hatte Khan Haftbefehle beantragt. Die drei Hamas-Führer sollten strafrechtliche Verantwortung für die Kriegsverbrechen und Verbrechen gegen die Menschlichkeit, die seit dem 7. Oktober 2023 begangen wurden, tragen, darunter Mord, Geiselnahme, Vergewaltigung und andere Akte sexueller Gewalt, Folter sowie andere unmenschliche Handlungen, grausame Behandlung und Verletzung der persönlichen Würde. Jedoch wurden Sinwar und Haniyya getötet, bevor ein Entscheid des Internationalen Strafgerichtshof über den Haftbefehl erging. Auch Deif soll getötet worden sein. Dennoch stellte der Internationale Strafgerichtshof einen Haftbefehl gegen ihn aus. Netanjahu und Galant wird laut Khan die Herbeiführung von Ausrottung, die Kriegsmethode des Aushungerns, einschließlich der Verweigerung humanitärer Hilfslieferungen, sowie die gezielte Bekämpfung von Zivilisten vorgeworfen. Israel behindert Ermittlungen des IStGH, weil es die Ermittler nicht in den Gazastreifen einreisen lässt. Im Juli 2025 lehnten die Richter des IStGH den Antrag Israels ab, die Haftbefehle gegen Premierminister Benjamin Netanjahu und den ehemaligen Verteidigungsminister Yoav Gallant zurückzuziehen.
Der frühere philippinische Präsident Rodrigo Duterte wurde am 11. März 2025 wegen des Verdachts auf Verbrechen gegen die Menschlichkeit verhaftet und am nächsten Tag nach Den Haag gebracht.
Im Juli 2025 erließ der IStGH mit dem Vorwurf Verbrechen gegen die Menschlichkeit wegen der Unterdrückung von Frauen in Afghanistan Haftbefehl gegen Hibatullah Achundsada (Taliban-Anführer und Staatsoberhaupt des Islamischen Emirat Afghanistan) und Abdul Hakim Hakkani (Oberster Richter der Taliban im Emirat Afghanistan).

## Internationale Akzeptanz

### Befürwortung des IStGH
Um eine Verwirklichung des IStGH auch gegen den Widerstand der USA und anderer Staaten haben sich insbesondere die Länder der Europäischen Union bemüht, da es der EU wie auch den anderen Unterzeichnerstaaten ein wichtiges Anliegen ist, Völkermord, Kriegsverbrechen und Verbrechen gegen die Menschlichkeit auch auf internationaler Ebene durch ein unabhängiges Gericht ahnden zu können.
Andernfalls wäre man immer an den oft schwer erzielbaren Konsens im UN-Sicherheitsrat und die nationale Strafverfolgung gebunden. Die Straftatbestände, die in die Zuständigkeit des IStGH fallen, berühren wegen ihrer Schwere die Internationale Gemeinschaft als Ganzes. Die Einführung eines international tätigen Strafgerichtshofes stärkt folglich das UN-System.
Eine wesentliche Rolle bei der Durchsetzung des IStGH hatte auch die Coalition for an International Criminal Court (CICC), ein Zusammenschluss von weltweit mehr als 1.500 nichtstaatlichen Organisationen, die 1995 vom World Federalist Movement initiiert wurde. Die CICC wurde zum Teil von der EU finanziert.
Fürsprecher des IStGH betonen, dass dieser mittlerweile bei allen Schwierigkeiten dennoch zu einer Instanz geworden sei, die auch von Staaten wie den USA und China ins Kalkül gezogen werde, während noch vor wenigen Jahrzehnten der Gedanke an ein Weltstrafgericht abwegig erschienen sei. Auf staatlicher Ebene ist zudem eine vorsichtig steigende Bereitschaft zur Verfolgung von Völkerstraftaten zu beobachten. So hat beispielsweise Deutschland ein nationales Völkerstrafgesetzbuch geschaffen, das der Anpassung des deutschen Strafrechts an das Rom-Statut dient.

### Ablehnung des IStGH
Die US-Regierung hat im Jahr 2000 das Statut des IStGH unterzeichnet, jedoch die zulässige Rücknahme der Unterzeichnung erklärt. Bill Clinton erklärte dazu, dass er das Rom-Statut nicht ratifizieren wolle, solange den Vereinigten Staaten keine ausreichende Möglichkeit geboten würde, den Internationalen Strafgerichtshof und dessen Funktionsweise über einen längeren Zeitraum zu überprüfen. Durch den Abschluss bilateraler Verträge mit IStGH-Vertragsparteien und anderen Staaten versuchen die USA, eine Überstellung von US-Staatsangehörigen an den IStGH vorsorglich auszuschließen. 2002 wurde der American Service-Members’ Protection Act rechtskräftig, der den US-Präsidenten implizit dazu ermächtigt, eine militärische Befreiung von US-Staatsbürgern anzuordnen, die sich in Den Haag vor dem IStGH verantworten müssten. Eine Zusammenarbeit mit dem Gericht wird US-Behörden verboten. Zudem kann allen Staaten, die nicht Mitglied der NATO sind und das Statut ratifizieren, die US-Militärhilfe gestrichen werden. Im Zusammenhang mit einem Ermittlungsersuchen der Chefanklägerin am IStGH, Fatou Bensouda, gegen US-Streitkräfte und US-Geheimdienste wegen möglicher Kriegsverbrechen in Afghanistan kündigten die USA im September 2018 an, im Fall von Ermittlungen gegen US-Staatsbürger Einreiseverbote und Finanzsanktionen gegen Richter und Staatsanwälte am IStGH auszusprechen sowie die Richter und Staatsanwälte am IStGH durch US-Strafjustizbehörden verfolgen zu lassen. Im März 2019 setzten die Vereinigten Staaten erstmals die angedrohten Sanktionen um, erließen Einreiseverbote und entzogen erteilte Visa. Im Juni 2020 genehmigte US-Präsident Trump Einreiseverbote und Finanzsanktionen gegen IStGH-Mitarbeiter für den Fall, dass sie ohne Zustimmung Washingtons gegen US-Soldaten ermitteln. Anfang April 2021 wurden diese Sanktionen vom neuen US-Präsidenten Joe Biden zurückgenommen.
Im Juni 2024 legten Abgeordnete der US-Republikaner um den Texaner Chip Roy einen Gesetzentwurf "Illegitimate Court Counteraction Act" vor, dem zufolge auch jede juristische Untersuchung ("investigation") von US-Alliierten seitens des IStGH mit amerikanischen Sanktionen beantwortet werden soll. Obwohl das Repräsentantenhaus den Entwurf mit den Stimmen von 205 Republikanern und 42 Demokraten annahm und an den US-Senat weiterleitete, gilt eine Annahme des Gesetzes durch diesen als unwahrscheinlich. Nach Artikel 70 des Statuts des Internationalen Strafgerichtshofs stellen Behinderung, Einschüchterung, oder Vergeltungsmaßnahmen gegen einen Bediensteten des Gerichts eine Straftat dar, die mit bis zu fünf Jahren Haft oder mit Geldstrafe geahndet wird.
Weitere Staaten, die das Rom-Statut nicht ratifiziert haben, sind die Volksrepublik China, Indien, Irak, Iran, Israel, Kuba, Nordkorea, Pakistan, Russland, Syrien, Saudi-Arabien, Sudan und die Türkei. Tschechien, das sich lange gegen eine Ratifizierung gesträubt hatte, führte diese im Vorfeld seiner EU-Ratspräsidentschaft im Oktober 2008 durch.
Die Afrikanische Union warf dem IStGH im Jahr 2013 eine einseitige Verfolgung von Verbrechern nach Rassekriterien, „eine Art von Rassenhetze“ vor. Bis dahin hatte der Strafgerichtshof ausschließlich Verfahren gegen Afrikaner eröffnet. Gegen den Vorwurf, der IStGH sei ein neokoloniales Instrument, resümiert der Journalist Ulrich Ladurner in der Wochenzeitung Die Zeit: „Der Internationale Strafgerichtshof ist nicht antiafrikanisch, aber er ist unvollständig … Die Kritik am ICC kommt vor allem von denen, die ihn zu fürchten haben – nicht aber von den Opfern der Verbrechen. Für sie ist der Strafgerichtshof die einzige Hoffnung auf Gerechtigkeit.“
Menschenrechtsorganisationen kritisieren zudem die fehlende Effizienz des Strafgerichtshofes. Sie begründen ihre Kritik insbesondere damit, dass Nichtvertragsstaaten, in denen Menschenrechtsverletzungen begangen werden, ein Strafverfahren mit Unterstützung eines der ständigen Mitglieder des UN-Sicherheitsrates verhindern können. Zudem haben einige der einflussreichsten Staaten, darunter die Vetomächte im UN-Sicherheitsrat China, Russland und USA, das Statut des Strafgerichtshofs nicht ratifiziert. Ein weiterer wichtiger Kritikpunkt betrifft die Auswahl der Fälle, die größtenteils aus Afrika kommen, während Angehörige mächtigerer Staaten kaum etwas zu befürchten hätten. Schwierigkeiten und Widerstände für den IStGH ergeben sich in der Praxis daraus, dass Den Haag auf die Unterstützung der Staaten angewiesen ist, gegen deren Bürger ermittelt wird.

### Rücktritt vor Ratifikationsverfahren
Russland erklärte am 16. November 2016, es werde das IStGH-Statut nicht ratifizieren, und zog seine Unterschrift, die es im Jahr 2000 geleistet hatte, ähnlich wie 2002 Israel und die USA und 2008 der Sudan, wieder zurück.
Das russische Außenministerium erklärte dazu, der IStGH arbeite ineffizient und einseitig und dass er in den 14 Jahren seit seiner Gründung erst vier Urteile gefällt, aber mehr als eine Milliarde Dollar ausgegeben habe. Russland verstehe, dass die Afrikanische Union beschlossen habe, koordinierte Maßnahmen zum Rückzug der afrikanischen Staaten vom Rom-Statut zu entwickeln. Russland vertraue auch nicht dem IStGH in Bezug auf den Kaukasuskrieg im Jahr 2008. In Medienkommentaren wurde das russische Vorgehen in der Ukraine seit 2014 als Grund vermutet. Die Ukraine ist kein Vertragsstaat, hat aber die Zuständigkeit des IStGH für Ereignisse im Zeitraum von Ende November 2013 bis Ende Februar 2014 anerkannt, um Ermittlungen gegen den gestürzten ukrainischen Staatspräsidenten Wiktor Janukowytsch und frühere Regierungsmitglieder zu ermöglichen. In einem ersten Bericht im November 2015 hat die Anklägerin des IStGH Janukowytsch entlastet; es habe schwere Menschenrechtsverletzungen auf dem Euromaidan gegeben, aber keine Verbrechen gegen die Menschlichkeit.

### Austritte aus dem IStGH
Ein Austritt ist nach Artikel 127 des Statuts von Rom möglich, wird jedoch erst ein Jahr nach einer förmlichen Mitteilung an den UN-Generalsekretär wirksam.
Die drei afrikanischen Staaten Burundi, Südafrika und Gambia erklärten im Jahr 2016 ihren Austritt.
Südafrikas Ex-Justizminister Michael Masutha begründete das Austrittsbestreben seines Landes damit, dass das Vorgehen des IStGH gegen das in der internationalen Politik gebräuchliche Recht verstoße, welches Staatsoberhäuptern anderer Staaten diplomatische Immunität verleihe, solange diese im Amt seien. Dieses Recht der Immunität sei gültiges nationales Recht und stehe im Konflikt zu dem römischen Statut. Der IStGH hatte Südafrika 2015 aufgefordert, den sudanesischen Präsidenten Umar al-Baschir zu verhaften, während der sich als Staatsgast in Südafrika aufhielt. Am 22. Februar 2017 entschied der High Court im südafrikanischen Pretoria, dass der Austritt verfassungswidrig ist und eine dementsprechende Erklärung umgehend zurückgezogen werden muss.
Begründet wurde das Urteil damit, dass der Austritt erfolgte, ohne vorher die notwendige Zustimmung des Parlaments einzuholen. Da die Regierungspartei ANC jedoch über eine große Mehrheit im Parlament verfügte, hätte die Zustimmung problemlos nachgeholt werden können. 2017 erklärte die südafrikanische Regierung jedoch, den IStGH nicht mehr verlassen zu wollen.
Am 25. April 2023 erklärte Südafrikas Präsident Cyril Ramaphosa, die Regierungspartei des Landes ANC habe beschlossen, dass Südafrika aus dem Internationalen Strafgerichtshof austreten solle, der im vergangenen Monat einen Haftbefehl gegen den russischen Präsidenten Wladimir Putin erlassen hat. Im Juli 2023 erklärte Ramaphosa, er habe beim ICC ein Verfahren nach Artikel 97 eingeleitet, auf den sich Staaten berufen könnten, wenn sie eine Verhaftung nicht vornehmen könnten, weil es Hinderungsgründe gebe. Justizminister Ronald Lamola hatte zuvor gesagt, der ICC müsse sich davor hüten, zu einem Instrument globaler Machtkämpfe zu werden. In der Folge wurde bekannt, dass nicht Putin, sondern Russlands Außenminister Lawrow zum BRICS-Treffen reisen werde. Am 21. Juli 2023 wurde bekannt: Südafrikas Regierung würde Russlands Präsidenten Wladimir Putin im Falle einer Einreise in das Land festnehmen lassen, was aus einer von der Oppositionspartei Democratic Alliance veröffentlichten eidesstattlichen Erklärung des Justizministeriums hervorgehe.
Gambia, wo die Afrikanische Kommission der Menschenrechte und der Rechte der Völker ihren Sitz hat, revidierte nach der Abwahl von Yahya Jammeh im Januar 2017 seine Austrittsankündigung.
Burundi trat als erster Mitgliedsstaat mit Wirkung vom 27. Oktober 2017 aus. Zur Begründung führte die burundische Regierung an, dass der IStGH in einseitiger Weise Afrikaner zum Ziel seiner Ermittlungen mache (zu diesem Zeitpunkt waren neun von zehn anhängigen offiziellen Untersuchungen des IStGH gegen afrikanische Länder gerichtet). Sprecher des IStGH erklärten, dass die Ermittlungen des IStGH gegen die burundische Regierung wegen Verbrechen gegen die Menschlichkeit ungeachtet dessen fortgeführt würden und dass Burundi nach Artikel 127 des Statuts von Rom zur Kooperation mit den Ermittlern verpflichtet sei.
Die Afrikanische Union beriet Ende Januar 2017 über einen kollektiven Austritt aus dem ICC, fand aber keinen einstimmigen Konsens. Einzelne afrikanische Staaten, darunter auch Namibia, ziehen einen Austritt dennoch weiterhin in Betracht.
Die Philippinen verkündeten am 14. März 2018 während der Präsidentschaft Rodrigo Dutertes, aus dem Internationalen Strafgerichtshof auszutreten, und dass sie „ihre Ratifizierung des Römischen Statuts mit sofortiger Wirkung zurückziehen“ mit der Begründung, dass das IStGH als „politisches Werkzeug gegen die Philippinen“ benutzt werde. Allerdings wurde der Austritt nach Artikel 127 Absatz 1 des Römischen Statuts erst am 17. März 2019 wirksam. Duterte wurde am 11. März 2025 wegen des Verdachts auf vor dem Wirksamwerden des Austritts begangene Verbrechen verhaftet (vgl. oben).
Am 3. April 2025 kündigte der Leiter der ungarischen Staatskanzlei, Gergely Gulyas, den Austritt Ungarns aus dem IStGH an. Dies erfolgte in unmittelbarer Folge auf den Staatsbesuch des israelischen Ministerpräsidenten Benjamin Netanjahu in Budapest. Gegen diesen liegt ein vom IStGH ausgestellter Haftbefehl vor. Benjamin Netanjahu dankte dem ungarischen Premier und kommentierte die Entscheidung, es sei „wichtig, dieser korrupten Organisation die Stirn zu bieten“. Am 20. Mai billigte das ungarische Parlament den Austritt. Dieser wird am 2. Juni 2026 wirksam.

## Angriffe auf den IStGH
Im Jahr 2024 deckte The Guardian in Zusammenarbeit mit den israelischen Zeitschriften +972 und Local Call auf, dass die israelischen Geheimdienste Mossad, Schin Bet und Aman auf Weisung der von Benjamin Netanjahu geführten israelischen Regierung über neun Jahre hinweg „dazu eingesetzt wurden, hochrangige Mitarbeiter des Internationalen Strafgerichtshofs zu überwachen, zu hacken, unter Druck zu setzen, zu verleumden und angeblich zu bedrohen, um die Ermittlungen des Gerichts zu behindern“. Die israelischen Geheimdienste hatten Telefongespräche und andere Arten der Kommunikation mehrerer IStGH-Beamter gezielt abgefangen, darunter der ehemaligen Staatsanwältin Fatou Bensouda und ihres Nachfolgers Karim Ahmad Khan.

## Verstöße durch Mitgliedsstaaten
In bisher vier Fällen haben Unterzeichnerstaaten des Internationalen Strafgerichtshofs ihre entsprechenden Verpflichtungen nicht erfüllt und ein Staat dies angekündigt:
1) Am 1. Juli 2013 ließ Nigeria den mit gültigem Haftbefehl gesuchten Umar al-Baschir, Diktator des Sudan, ungehindert vorzeitig ausreisen.
2) Am 15. Juni 2015 ließ auch Südafrika den weiter mit gültigem Haftbefehl gesuchten al-Bashir ungehindert wieder ausreisen.
3) Am 4. September 2024 ließ die Mongolei den mit gültigem Haftbefehl gesuchten Präsidenten Russlands, Wladimir Putin, ungehindert wieder ausreisen.
4) Nach dem Haftbefehl gegen Benjamin Netanjahu kündigte der ungarische Ministerpräsident Viktor Orbán am 22. November 2024 an, den israelischen Premierminister einzuladen und nicht festnehmen zu lassen. Auch Friedrich Merz (Bundesvorsitzender der CDU) garantierte am 24. Februar 2025, einen Tag nach dem Wahlsieg der Union in Deutschland, dass er den ausstehenden Haftbefehl gegen Netanjahu missachten und eine sichere Ein- und Ausreise ermöglichen wolle. Kurz nach Ankunft von Netanjahu zum Staatsbesuch in Ungarn gab die ungarischen Regierung am 3. April 2025 bekannt, dass Ungarn den IStGH verlassen werde. Der Austritt wird am 2. Juni 2026 wirksam.